# پادشاهان جنگ صلیبی
«پادشاهان جنگ صلیبی» (انگلیسی: The Kings' Crusade) یک بازی ویدئویی در سبک استراتژی هم‌زمان و بازی ویدئویی نقش‌آفرینی است که توسط پارادوکس اینتراکتیو و در سال ۲۰۱۰ و در پلت‌فرم مایکروسافت ویندوز منتشر شده‌است.